# 刺槐
刺槐又名洋槐，是原生于北美洲的一个树种，但现在被广泛引种到亚洲、欧洲等地。汉语名称取自其与同属蝶形花亚科的槐属的相似度（刺槐族仅在美洲存在分布）；拉丁学名中的种名“pseudoacacia”是假金合欢或假相思树之意，尽管两属同属蘇木亞科与洋槐关系甚远。

## 形态
刺槐可以长到高达27米，树干直径到1.6米，树皮厚，暗色，纹裂多；树叶长25厘米，羽状复叶，由9-19个小叶组成，每个树叶根部有一对1-2毫米长的刺；花为白色，有香味，穗状花序；果实为荚果，每个果荚中有4-10粒种子。刺槐树叶类似槐树，但叶比较薄，半透明，有刺，花色不同，是两者的主要区别。

## 生态
刺槐喜光，喜温暖湿润气候。在中国黄河中下游、淮河流域和黄土高原背风沟谷、土石山坡的沟谷地、河滩等都能很好生长。从气候上，年降水量600～1200毫米，年均气温10～14℃的环境比较适合刺槐生长。

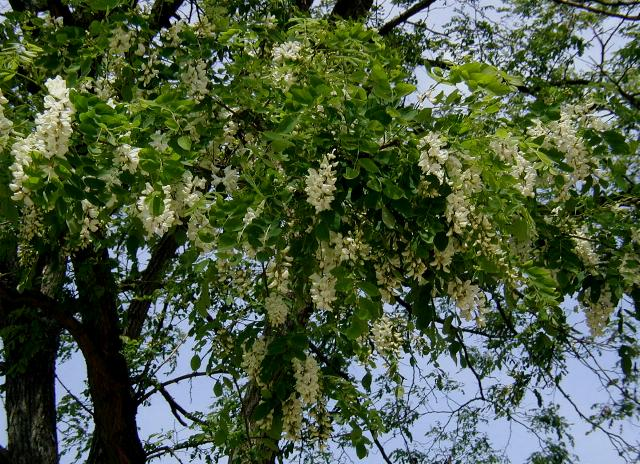
花
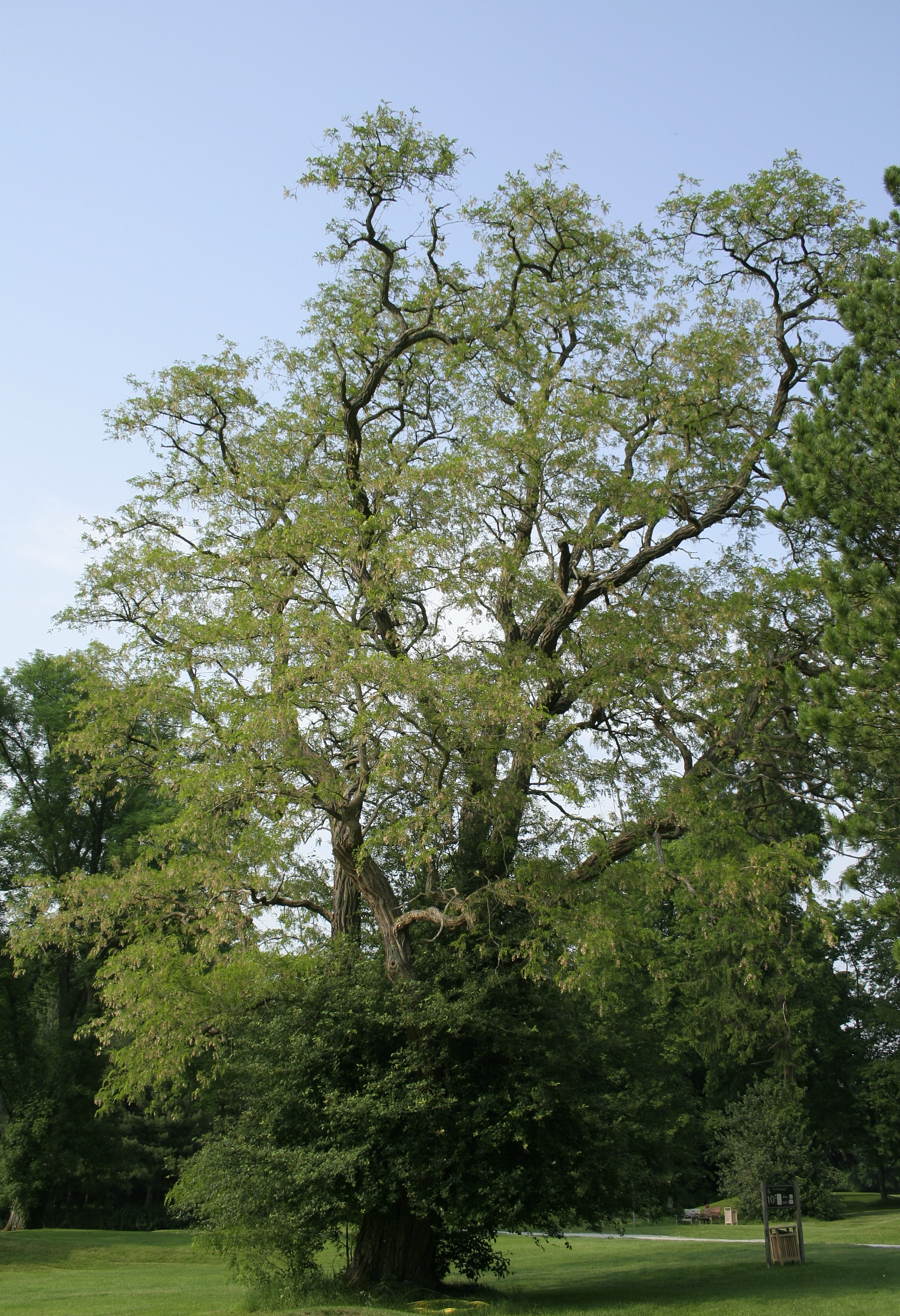
花序
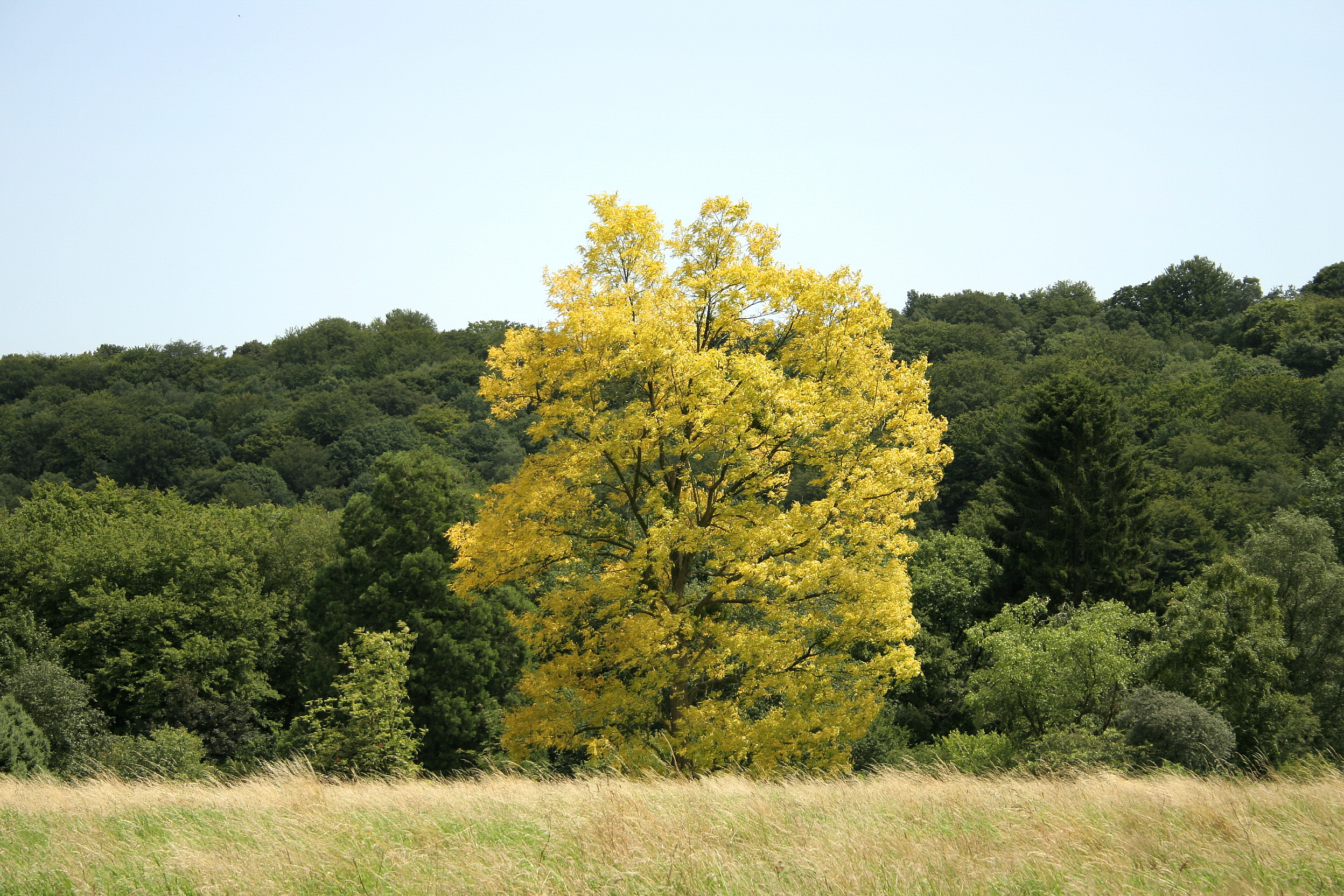
秋季的刺槐
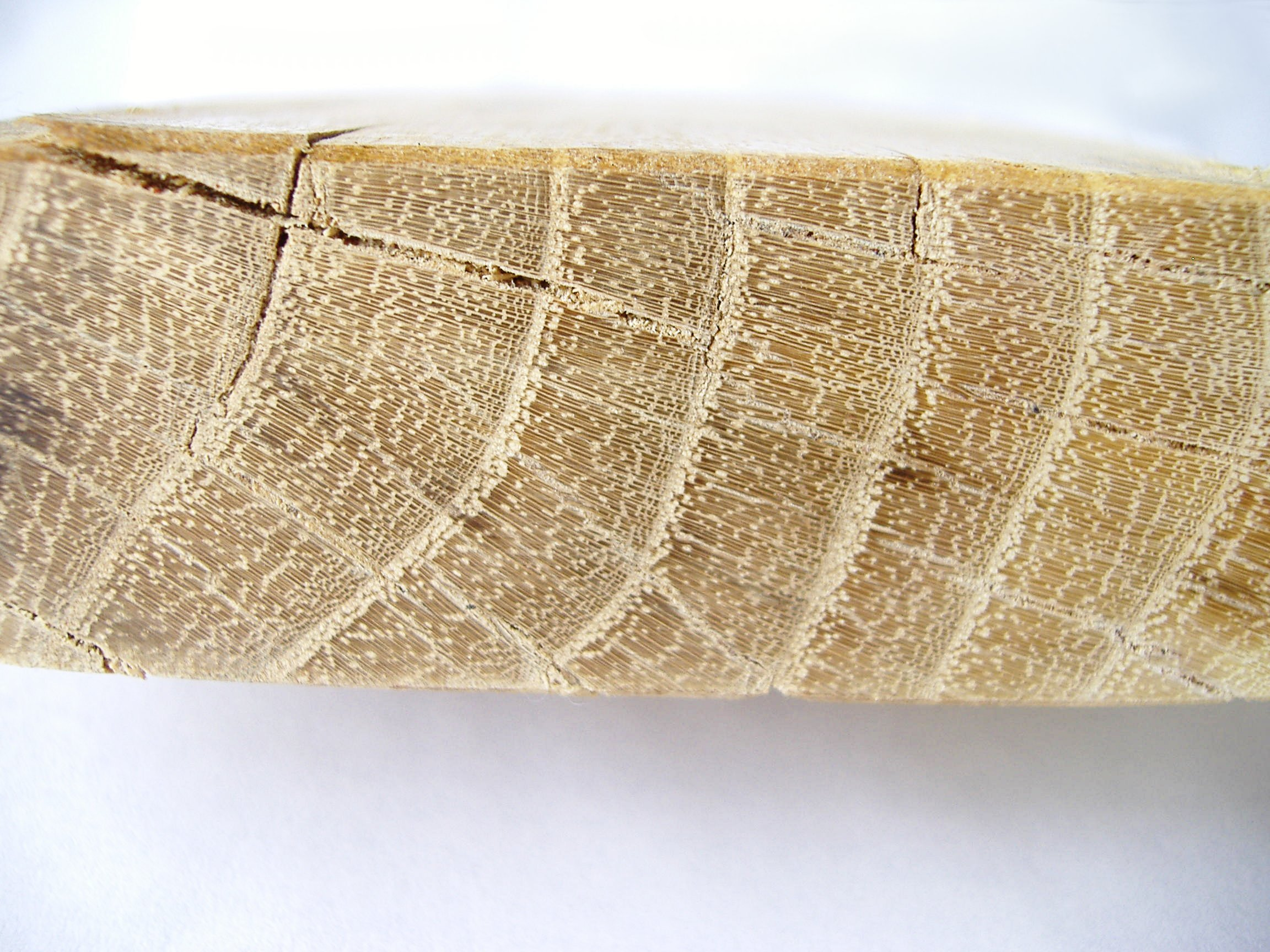
木材年轮
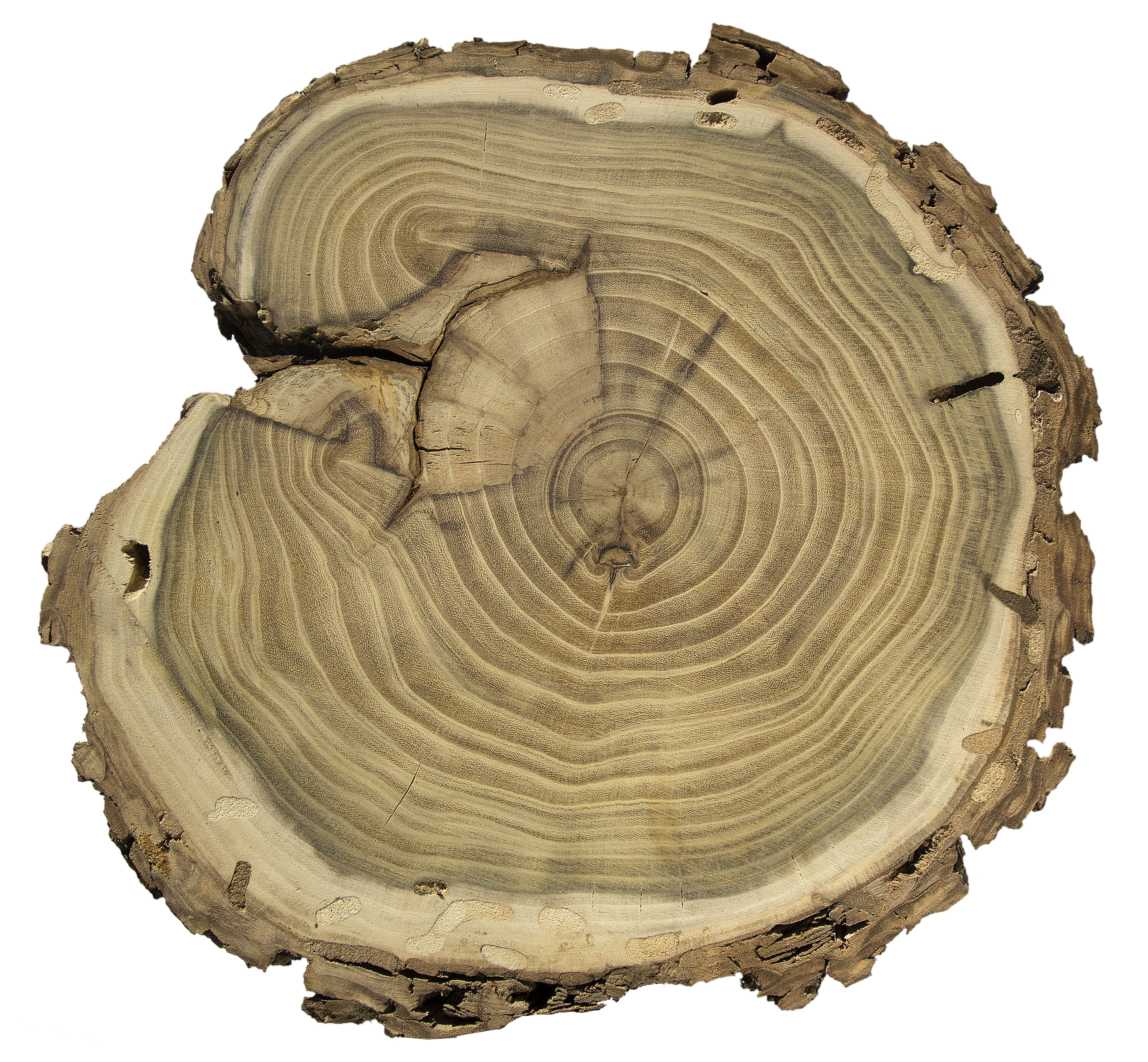
Robinia pseudoacacia

## 用途
刺槐对土壤要求不高，根部有根瘤菌，有固氮能力，并可以抵抗污染，所以被广泛引种，作为城市行道树，或防风固沙树种。刺槐也是一种重要的蜜源植物。刺槐的木材坚硬，耐腐蚀，木质中含有的类黄酮可以使其在地下埋藏达100年之久，不会腐烂。刺槐木材燃烧缓慢，只有少量的烟，热值高，所以在欧美也适宜用做壁炉燃料，但必须先干燥2至3年。刺槐花可以生吃，或者做成燜飯。但刺槐可以成为蚜虫的宿主，必须注意防范。